# Даль, Броди
Бро́ди Даль (англ. Brody Dalle), настоящее имя — Бри Джоа́нна Э́лис Ро́бинсон (англ. Bree Joanna Alice Robinson; 1 января 1979, Мельбурн, Австралия) — австралийско-американская певица, автор песен, гитаристка и клавишница.

## Биография

### Ранние годы и карьера
Броди Даль (настоящее имя - Бри Джоанна Элис Робинсон) родилась 1 января 1979 года в Мельбурне (Австралия).
Выступает с 1993 года. За годы своей карьеры она несколько раз меняла псевдоним. Официально сменила 7 фамилий. Работала с такими коллективами как The Distillers, Queens of the Stone Age, Leftover Crack, Spinnerette и другими. Своим вдохновением называет The Beatles и Синди Лопер. Фамилию Даль для своего псевдонима взяла от любимой актрисы Беатрис Даль.

## Личная жизнь
В 1997—2003 года Броди была замужем за музыкантом Тимом Армстронгом.
С 3 декабря 2005 года Броди была замужем за музыкантом Джошем Хомме. Пара развелась в 2019 году. У супругов есть трое детей: дочь Камиль Харли Джоан Хомме (род.17.01.2006) и два сына Оррин Райдер Хомме (род.12.08.2011) и Вулф Диллон Рис Хомме (род.13.02.2016).

## Дискография
Sourpuss
- Sourpuss (EP) (1995)
- Tabouli (EP) (1996)

The Distillers
- The Distillers EP (1999)
- The Distillers (2000)
- Sing Sing Death House (2002)
- Coral Fang (2003)

Spinnerette
- Ghetto Love EP (2008)
- Spinnerette (2009)

Сольные альбомы
- Diploid Love (2014)